# Bopis

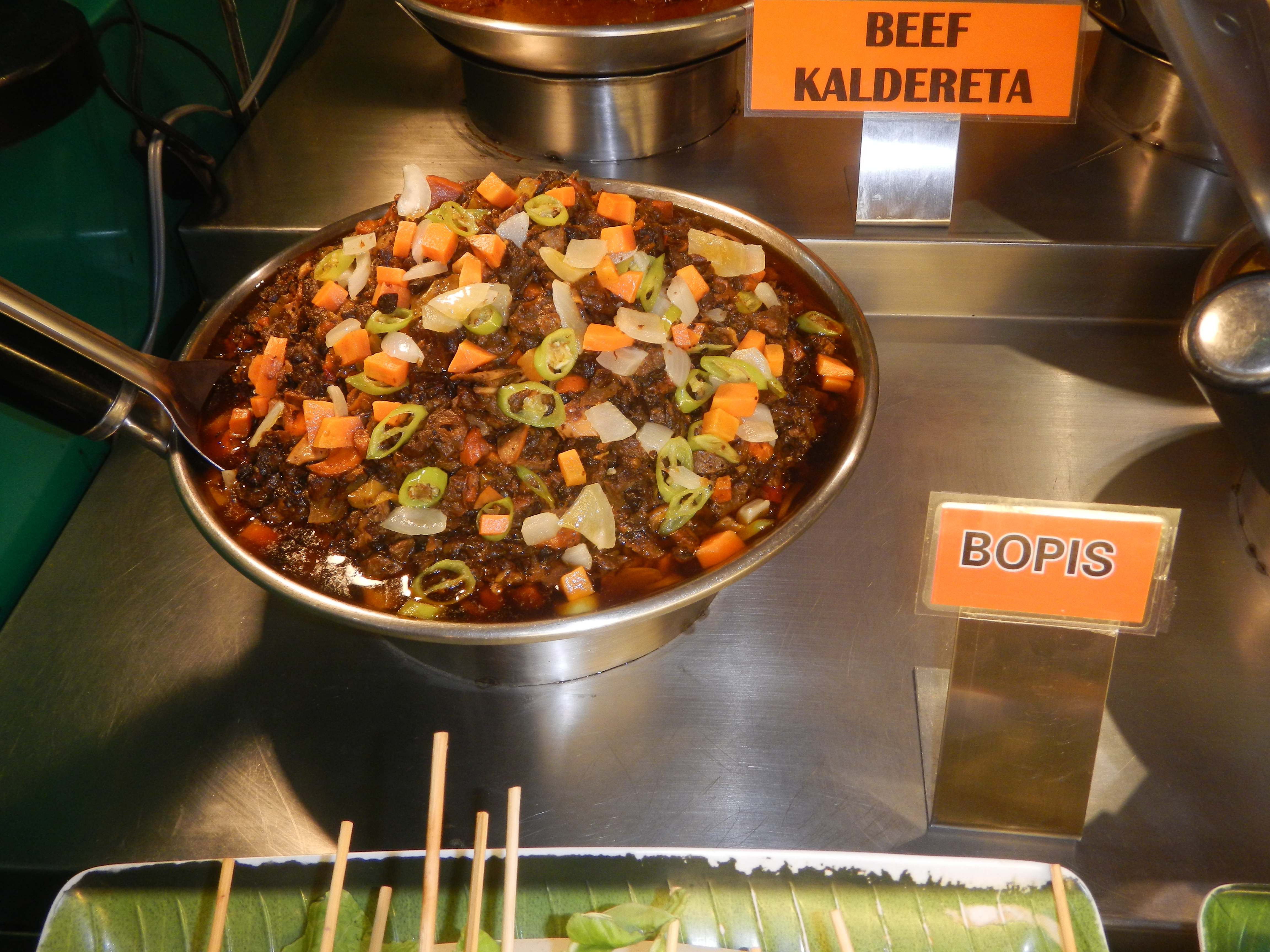
Bopis

Bopis – potrawa kuchni filipińskiej. Jest daniem o niejasnym pochodzeniu. Przygotowywane przede wszystkim z wieprzowych podrobów smażonych z dodatkiem czosnku, cebuli oraz pomidora. Pikantne, spożywane bywa jako przekąska lub danie główne. Stanowi integralną część filipińskiej kultury, często towarzyszy konsumpcji alkoholu. Utrwalone w filipińskiej kinematografii, w tym w serialu Replacing Chef Chico (2023).

## Nazwa oraz umiejscowienie w regionalnej tradycji kulinarnej
Nazwa potrawy wywodzi się z języka tagalskiego. Tagalski jest największym oraz najszerzej rozumianym językiem rodzimym dla Filipin. Samo danie uznaje się w pierwszej kolejności za część tradycji kulinarnej Tagalów oraz członków ludu Iloko.

## Pochodzenie
Istnieją rozmaite teorie dotyczące pochodzenia bopisu. Jedna z nich wskazuje, jakoby potrawa ta miała wywodzić się z kuchni hiszpańskiej. Ślady wiążące ją z tradycją kulinarną Półwyspu Iberyjskiego są jednak dosyć trudne tak do prześledzenia, jak i do umiejscowienia w czasie, nawet jeżeli to właśnie ta wersja pochodzenia bopisu uznawana jest za najbardziej prawdopodobną. Inni łączą to danie z kuchnią chińską oraz z pochodzącymi z Chin migrantami przybyłymi na Filipiny w XIX stuleciu. Istnieją również źródła uznające bopis za potrawę rdzennie filipińską. W tym kontekście czy też w tej wersji wydarzeń ma być daniem powstałym jako sposób na wykorzystanie wszystkich części wieprza przez miejscowych rolników i hodowców.

## Składniki i sposób przygotowania
Przepisy używane do przygotowania bopisu różnią się w zależności od regionu. W Pampandze przygotowuje się przykładowo jego odmianę przy wykorzystaniu znacznie mniejszej ilości płynów. W języku kapampangan nosi ona nazwę pulutok lub pulutuk. Słowo to ma się odnosić do dźwięków wydawanych przez smażone na patelni lub w rondlu kawałki wieprzowiny. W regionie, w którym mówi się językiem bikolskim, występuje z kolei kandingga. W tej wersji bopisu mięso poddaje się obróbce termicznej w occie oraz mleku kokosowym.
Stałymi i nieodzownymi elementami bopisu są podroby, zwłaszcza wieprzowe płuca oraz wieprzowe serce. Dla usunięcia specyficznego posmaku można je uprzednio ugotować w wodzie, między innymi z dodatkiem trawy cytrynowej. Tak przygotowane podroby są drobno siekane lub też mielone, następnie zaś smaży się je przede wszystkim z dodatkiem cebuli, czosnku oraz pomidora. Bopis jest z reguły pikantny, głównie dzięki pieprzowi, papryce chili czy imbirowi. 
Siling labuyo, odmiana uprawna papryki chili rodzima dla Filipin, często znajduje się wśród składników mających wzmocnić smak bopisu. Do przyprawienia potrawy często wykorzystuje się też annato, otrzymywane naturalnie z nasion drzewa tropikalnego arnoty właściwej. Niektóre źródła uznają za nieodzowne elementy bopisu także sos sojowy oraz, co częste w kuchni filipińskiej, cukier. Jeszcze inne wspominają o sosie rybnym.
Popularność dania sprawiła, że na przestrzeni dekad podlegało ono znaczącej ewolucji. Poza standardowymi odmianami bopisu można odnaleźć także warianty oparte na wołowinie, drobiu czy rybach. Istnieją również warianty tejże potrawy całkowicie rezygnujące z mięsa. W kuchni tagalskiej, zatem jednej z tradycji kulinarnych, z którą bopis wiązany jest w pierwszej kolejności, występuje też pokrewna potrawa, tak zwany bopis na patyku. Do jej przyrządzenia niezbędne są kawałki wołowej wątroby oraz serca, jak również kawałek wołowego sadła. Składniki te nakłuwa się na bambusowy pręt, następnie zaś smaży się je w głębokim tłuszczu.

## Spożycie
Bopis stanowi integralną część filipińskiej kultury. Uznaje się go za odzwierciedlenie tak lokalnych tradycji kulinarnych, jak również za wyraz innowacyjności kuchni całego archipelagu. Niekiedy bopis porównuje się do bardziej popularnego sisigu. Często wykorzystywany jest jako przekąska, podawana zwłaszcza do piwa oraz innych napojów alkoholowych. Spożywany bywa także jako danie główne, w takim charakterze z dodatkiem gotowanego na parze białego ryżu lub makaronu. Nierzadko znajduje się w menu niewielkich restauracji opartych na lokalnej kuchni, tak zwanych carinderias. Chociaż jest potrawą znaną na całym archipelagu, szczególnie ceni się bopis przygotowywany w Batangas.

## Obecność w filipińskiej kulturze popularnej
Bopis uwieczniony został w filipińskiej kinematografii. Pojawił się między innymi w jednym z odcinków serialu Replacing Chef Chico (2023) w reżyserii Dana Villegasa.